# Karl Bröking
Karl Bröking (* 14. März 1896 in Gevelsberg; † 23. Juni 1954) war ein nationalsozialistischer Funktionsträger im Rang eines SS-Brigadeführers.
Karl Bröking trat der SS (SS-Nummer 3.059) und zum 1. November 1930 der NSDAP bei (Mitgliedsnummer 214.769). Über die Stufen Sturmbannführer (1932), Obersturmbannführer (1933) und Standartenführer (1934) stieg Börking bis zum SS-Oberführer auf. Als solcher wurde er am 20. April 1936 ernannt. Damals war er im Stab des SS-Oberabschnitts „West“ tätig. Während des Zweiten Weltkrieges wurde er zum Brigadeführer befördert.

## Veröffentlichungen
- Der Verrat anvertrauter Geheimnisse. § 300 RStGB, 1925

## Auszeichnungen
- SS-Ehrendegen
- SS-Ehrenring